# Mount Turner, Antarktis
Mount Turner är ett berg i Antarktis. Det ligger i Östantarktis. Australien gör anspråk på området. Toppen på Mount Turner är 1 630 meter över havet.
Terrängen runt Mount Turner är huvudsakligen platt, men söderut är den kuperad. Trakten är obefolkad. Det finns inga samhällen i närheten.